# Massacro di Carandiru
Il massacro di Carandiru è una strage avvenuta nel carcere di Carandiru, a San Paolo del Brasile, il 2 ottobre del 1992. L'episodio è considerato come la più grave violazione dei diritti umani nella storia del Brasile liberale.

## La dinamica dei fatti
Il massacro fu perpetrato dalla polizia militare (Polícia Militar do Estado de São Paulo) per sedare una rivolta carceraria che aveva portato i detenuti a prendere il controllo della struttura detentiva. La polizia uccise 111 prigionieri, giustificando il gesto come legittima difesa, ma nessuno degli agenti fu ferito, e non vi sono prove che i carcerati abbiano opposto resistenza. I sopravvissuti asserirono che la polizia aprì il fuoco contro persone inermi, e che addirittura molti furono giustiziati o uccisi mentre cercavano riparo nelle loro celle.

## Conseguenze
Il massacro sollevò un caso internazionale. Il penitenziario era stato già sede di rivolte e di reiterate violazioni dei diritti umani, date anche le miserevoli condizioni in cui versava, e in cui erano costretti a vivere i suoi detenuti. Il governo brasiliano chiuse il carcere, tra i più grandi dell'America Latina, nel 2002. Il colonnello Ubiratan Guimarães, che comandò l'irruzione della Polizia militare, fu inizialmente condannato a 620 anni di carcere, ma poi la sua condanna fu ritirata poiché eseguiva gli ordini dei suoi superiori.

## Nella cultura di massa
- Il gruppo thrash metal brasiliano Sepultura ha dedicato una canzone alla memoria del massacro, intitolata Manifest, nell'album Chaos A.D..
- Carandiru, film del 2003, diretto da Héctor Babenco.

## Sitografia
- ilpost.it.